# 鴛鴦江
鴛鴦江，由桂江與潯江兩條江流匯流而成。宋朝詩人蘇東坡曾贊鴛鴦江曰：「鴛鴦秀水世無雙」，從此鴛鴦江名聞天下。
1984年，梧州市在河西岸的三角嘴處開闢「鴛江春泛」風景區，吸引不少遊客。2000年6月，鴛江匯合處架起鴛江大橋。